# Rue Félicie
La rue Félicie est une voie de communication située sur la commune de Gennevilliers.

## Situation et accès

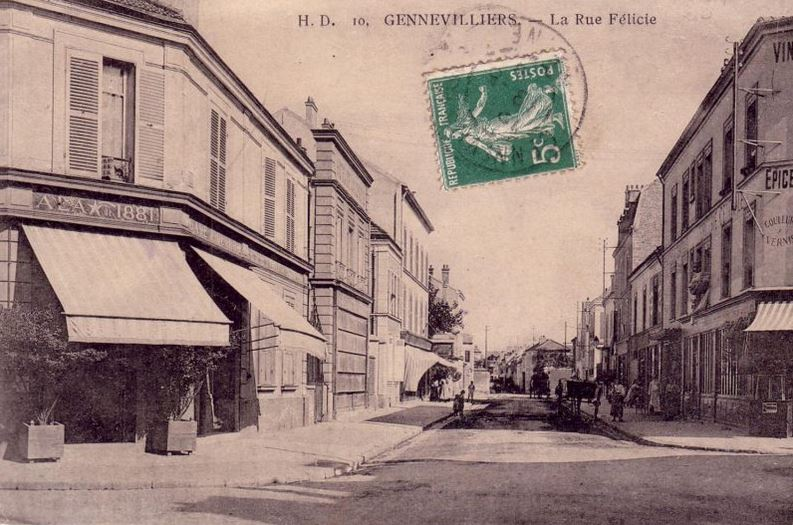
La rue Félicie, vers l'est. L'enseigne du restaurant commémore la Grande comète de 1881.

Elle est située dans le quartier du Village, dont elle fait partie des artères principales. À noter, le débouché de la rue de la Procession, datant au moins du XVIIIe siècle.
La rue est desservie par la ligne 1 du tramway d'Île-de-France qui occupe le milieu de la chaussée sur toute sa longueur, en contournant l'église et la Place Jean-Grandel.

## Origine du nom
L'origine de cet odonyme est inconnue. On peut toutefois subodorer, comme il advient souvent, le nom d'un propriétaire local, ou bien celui d'une de ses proches parentes.

## Historique
La proximité immédiate de cette voie avec une église multi-séculaire permet de supposer la très grande ancienneté d'un chemin menant aux exploitations agricoles voisines, dont l'existence est certaine.

## Bâtiments remarquables et lieux de mémoire
- Église Sainte-Marie-Madeleine de Gennevilliers;
- Au no 22, se trouve une ferme datant du XVIIIe siècle[3],[4];